# Bühlstahl

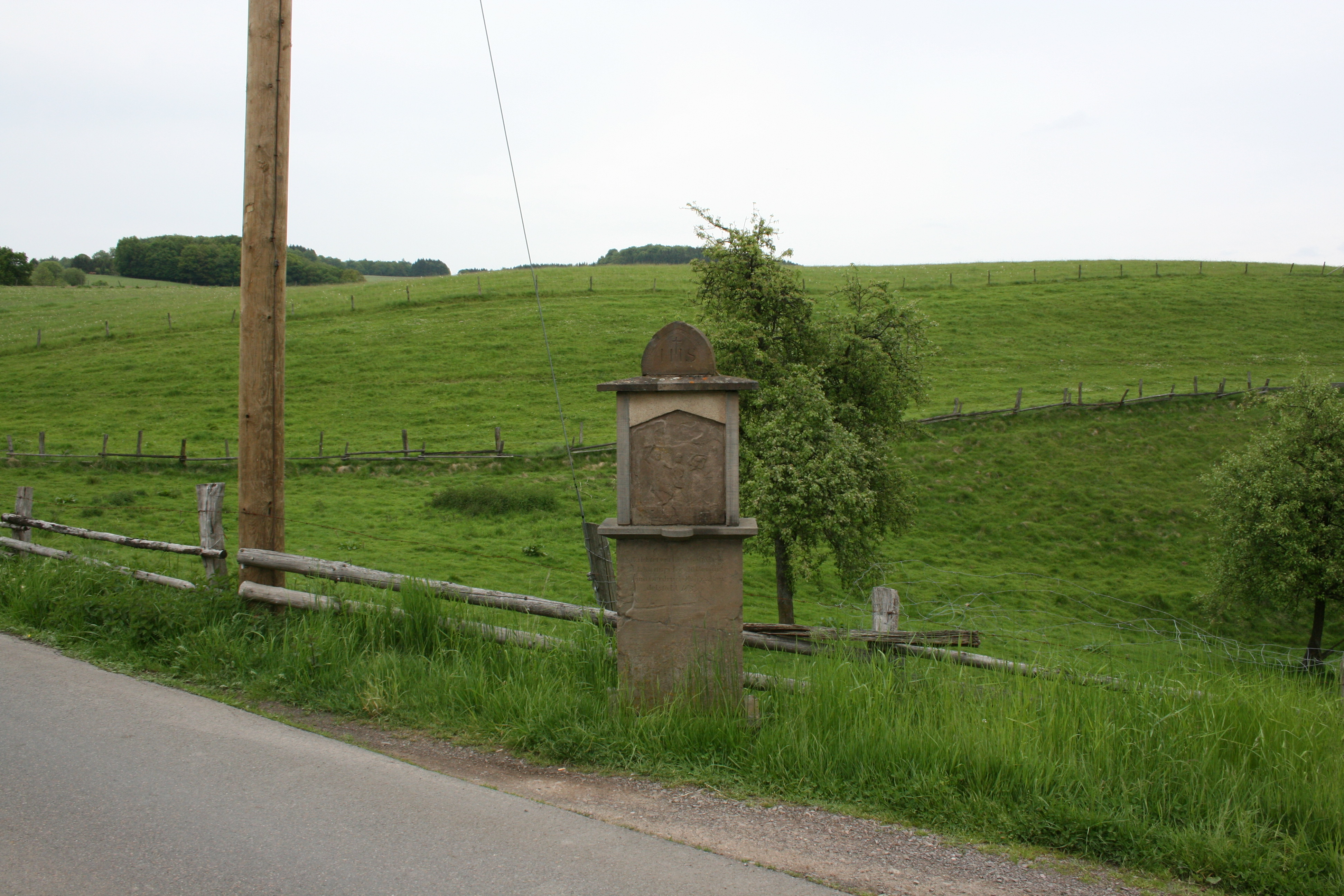
Das Wegekreuz in der Gesamtansicht, 2009

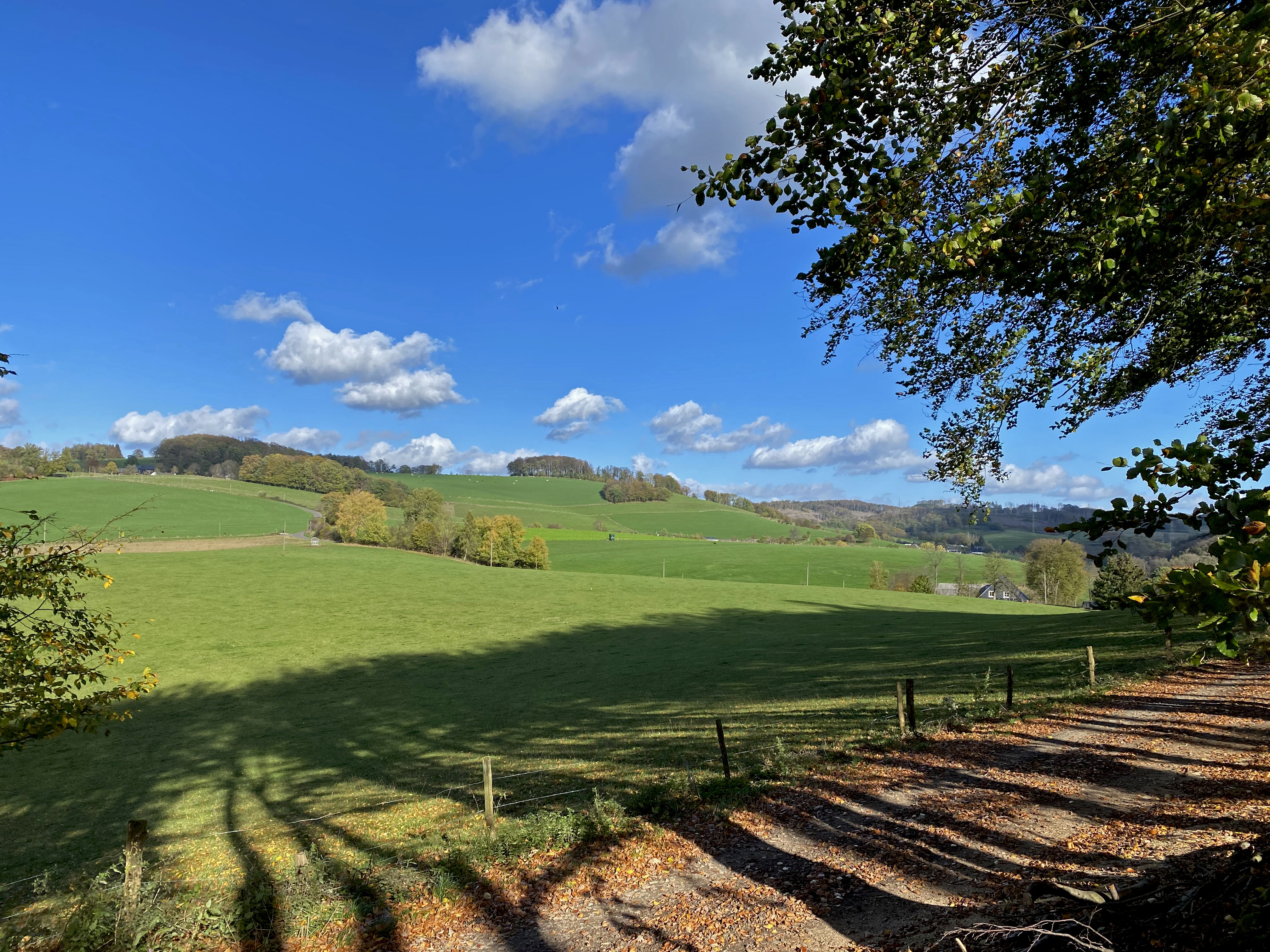
Landschaft bei Bühlstahl (rechts in der Senke)

Bühlstahl ist eine Ortschaft der Stadt Wipperfürth im Oberbergischen Kreis im Regierungsbezirk Köln in Nordrhein-Westfalen (Deutschland).

## Lage und Beschreibung
Der Ort liegt nahe dem Bach Lindlarer Sülz. Südlich grenzt die Erhebung Vogelberg mit einer Höhe von 323,20 Metern an. Markant sind zwei – sanierungsbedürftige – Bildstöcke, eines davon unmittelbar am südlichen Ortseingang und das andere am nördlichen Ortsausgang nach Oberkemmerich. Letzterer trägt die Aufschrift Errichtet zur Ehre Gottes von Johannpeter Müller und Anna Gertrude ?oll zu Beudelstahl 1859. Das Relief im Mittelteil stellt die Geißelung Christi dar.

### Wander- und Radwege
Der Rundwanderweg A2 führt durch den Ort Bühlstahl. Von dort aus verläuft er westlich der L 302 weiter nach Oberbrochhagen und Frielingsdorf. Die Strecke führt dann östlich an Niederhabbach vorbei, weiter nach Unterlichtinghagen, Oberhabbach und wieder zurück nach Bühlstahl. Insgesamt hat dieser Rundweg eine Länge von 8,2 km. Von Bühlstahl aus erreicht man auch den "L-Weg" (Rundweg um Lindlar). Der Fernwanderweg X28 führt ebenfalls durch Bühlstahl.
Weit über die Grenzen von Wipperfürth ist Bühlstahl durch seinen „Bergischen Krippenbauer Edgar Mais“ bekannt geworden. Er ist hin und wieder im Westdeutschen Rundfunk (WDR) zu sehen oder in diversen Zeitungen. Immer in der vorweihnachtlichen Zeit eröffnet er in Bühlstahl seine Weihnachtskrippenausstellung.

## Bus- und Bahnverbindungen

### Linienbus
Haltestelle: Bühlstahl, Linien 333: Wipperfürth – Dohrgaul – Frielingsdorf – Engelskirchen Bahnhof.